# Edmund Załęski
Edmund Załęski (ur. 18 sierpnia 1863 we Lwowie, zm. 20 grudnia 1932 w Krakowie) – polski chemik, agrotechnik, badacz w zakresie hodowli roślin, biometrii i statystyki matematycznej w rolnictwie doświadczalnym. Przyczynił się do wyhodowania nowych odmian pszenicy i buraków cukrowych. Filister Korporacji Akademickiej Welecja.

## Życiorys
Urodził się w rodzinie Juliusza i Karoliny z Dzieduszyckich, właścicieli majątku Przezwód k. Sandomierza. W 1881 r. ukończył gimnazjum klasyczne w Radomiu i rozpoczął studia matematyczne na Cesarskim Uniwersytecie Warszawskim, a następnie chemię na Politechnice Ryskiej, wiedzę uzupełniał w Berlinie. Kierował stacją nasienną w Brzozówce, a następnie zorganizował Rolniczą Stację Doświadczalną Centralnego Towarzystwa Rolniczego k. Warszawy. W 1904 r. objął stanowisko dyrektora w Zakładach Hodowli Nasion Konstantego Buszczyńskiego. W 1910 r. został powołany na profesora Katedry Genetyki i Hodowli Roślin Akademii Rolniczej w Dublanach i od 1918 Uniwersytetu Jagiellońskiego (w latach 1930–1931 rektor UJ). Równocześnie zajmował stanowisko dyrektora Rolniczego Zakładu Doświadczalnego, gdzie doprowadził do powstania nowych odmian pszenicy i buraków cukrowych. Autor publikacji Metodyka doświadczeń rolniczych.

## Ordery i odznaczenia
- Krzyż Komandorski Orderu Odrodzenia Polski (27 listopada 1929)[4][5]
- Krzyż Komandorski Orderu Lwa Białego (Czechosłowacja)[5]